# Aéroport de Billund
Pour les articles homonymes, voir BLL.
L’aéroport de Billund (code IATA : BLL • code OACI : EKBI) est le deuxième plus grand aéroport du Danemark derrière l'aéroport de Copenhague. Il est situé en périphérie de Billund.

## Situation
| \| 100 km1:7 260 000 \| Aalborg Aarhus Billund Bornholm Copenhague Esbjerg Odense Herning Læsø Midtjyllands Roskilde Sønderborg |
| 100 km1:7 260 000 |

## Statistiques
Le graphique qui aurait dû être présenté ici ne peut pas être affiché car il utilise l'ancienne extension Graph, désactivée pour des questions de sécurité. Des indications pour créer un nouveau graphique avec la nouvelle extension Chart sont disponibles ici.

Voir la requête brute et les sources sur Wikidata.

## Compagnies aériennes et destinations

### Passager
| Compagnies                    | Destinations |
| ----------------------------- | --- |
| airBaltic                     | Riga En saison : Las Palmas/Gran Canaria |
| Air France                    | Paris-Charles de Gaulle |
| Air Greenland                 | En saison : Nuuk |
| Atlantic Airways              | Vágar En saison charter : Ioannina |
| Austrian Airlines             | En saison : Vienne-Schwechat |
| British Airways               | Londres-City, Londres-Heathrow, Manchester |
| Brussels Airlines             | Bruxelles-National |
| Danish Air Transport          | En saison : Rønne-Bornholm |
| Eurowings                     | En saison charter : Salzbourg-W. A. Mozart |
| Finnair                       | En saison : Helsinki-Vantaa |
| Icelandair                    | En saison : Reykjavik-Keflavík |
| KLM                           | Amsterdam |
| LOT Polish Airlines           | Varsovie-Chopin |
| Lufthansa                     | Francfort, Munich-F. J. Strauß |
| Norwegian Air Shuttle         | Oslo-Gardermoen En saison : Bergen |
| Pegasus Airlines              | En saison : Antalya |
| Play (compagnie aérienne)     | En saison : Reykjavik-Keflavík |
| Ryanair                       | - Alicante-Elche, - Barcelone-El Prat, - Bergame-Orio al Serio, - Birmingham, - Bologne-Borgo Panigale, - Budapest-Ferenc Liszt, - Charleroi Bruxelles-Sud, - Dublin, - Édimbourg, - Gdańsk-L. Wałęsa, - Cracovie-Jean-Paul II, - Londres-Stansted, - Malaga-Costa del Sol, - Malte, - Manchester, - Poznań (Posnanie)-H. Wieniawski, - Rome - G. B. Pastine (Ciampino), - Séville-San Pablo, - Sandefjord-Torp, - Vienne-Schwechat, - Vilnius, - Wrocław-N. Copernic En saison : - Alghero-Fertilia, - Bari-Karol Wojtyła, - Berlin-Brandebourg, - Ibiza, - Madrid-Barajas, - Palma de Majorque, - Pise-Galileo Galilei, - Porto-F. Sá-Carneiro, - Trapani-V. Florio (Birgi), - Turin S.-Pertini (Caselle), - Valence |
| Scandinavian Airlines         | Oslo-Gardermoen, Stockholm-Arlanda En saison charter : Fuerteventura, Las Palmas/Gran Canaria, Ténériffe-Sud Reine Sofia |
| SkyAlps                       | En saison : Bolzano |
| Sunclass Airlines             | En saison charter : - Antalya, - Héraklion-N. Kazantzákis, - La Canée I.-Daskaloyánnis, - Larnaca, - Las Palmas/Gran Canaria, - Palma de Majorque, - Rhodes-Diagoras, - Ténériffe-Sud Reine Sofia |
| SunExpress                    | En saison : Antalya |
| Swiss International Air Lines | En saison : Zurich |
| Turkish Airlines              | Istanbul En saison : Gazipaşa-Alanya |
| Vueling                       | Barcelone-El Prat, Las Palmas/Gran Canaria En saison : Malaga-Costa del Sol, Palma de Majorque, Ténériffe-Sud Reine Sofia |
| Widerøe                       | Bergen |
| Wizz Air                      | Bucarest-H. Coandă, Craiova, Iași, Tuzla |

Édité le 15/03/2020. Actualisé le 09/02/2023.

### Cargo
| Compagnies           | Destinations  |
| -------------------- | ------------- |
| ASL Airlines Belgium | Liège         |
| DHL Aviation         | Leipzig/Halle |
| Swiss WorldCargo     | Zürich        |